# Mercado Rojo
El Mercado Rojo (en chino: 紅街市大樓; en portugués: Edifício do Mercado Vermelho) o bien Mercado Almirante Lacerda) es un mercado en un edificio de tres pisos en Macao al sur de China.
Fue planeado por el arquitecto Julio Alberto Basto en 1934 y, finalmente, erigido en 1936 y deriva su nombre de los ladrillos rojos utilizados en su construcción. El mercado se encuentra en la intersección de Avenida Almirante Lacerda y la Avenida Horta e Costa en la península de Macao siendo uno de los mercados más populares del lugar.
El edificio es simétrico en diseño y tiene una torre de reloj en el centro y una torre de vigilancia en cada esquina. Fue declarado por el gobierno de Macao como un sitio de patrimonio arquitectónico (Decreto No.83/92/M).